# Arina Tanemura
Arina Tanemura (種村 有菜, Tanemura Arina), vulgo Arinacchi, (Aichi, 12 de março de 1978) é uma mangaká muito conhecida pelo seu ótimo traço, que faz shoujo mangás. Seu nome real também é Arina Tanemura.
Ela se formou em um colégio na prefeitura de Aichi, sua cidade natal, decidindo que seria uma mangaká. Começou com seu trabalho aos 18 anos, lançando sua primeira obra na revista Ribon, onde publica seus trabalhos até hoje.
Suas obras mais conhecidas são Full Moon wo Sagashite e Kamikaze Kaitou Jeanne, ambos com sete volumes, que também ganharam uma versão animada. Time Stranger Kyoko possui um OVA com quinze minutos.
Shinshi Doumei Cross um mangá popular, sempre entrava no ranking dos mais vendidos toda vez que um 'tankoubon' era lançado. Terminou com onze volumes.
Sakura Hime Kaden, seu último trabalho, ainda não tem previsão para versão animada, e conta neste momento com oito volumes (em andamento).

## Mangás
Firecracker is Melancholy (1996) - 1 volume (um 'tankoubon' incluindo vários one-shots de Arina-sensei)
I-O-N (1997) - 1 volume
Kanshaku Dama no Yu`utsu (1998) - 1 Volume
Kamikaze Kaitou Jeanne (1998-2000) - 7 volumes
Time Stranger Kyoko (2000-2001) - 3 volumes
Full Moon wo Sagashite (2002-2004) - 7 volumes
Zettai Kakusei Tenshi Mistree Fortune (2008) - 1 Volume
Shinshi Doumei Cross (2004) - 11 volumes
Sakura Hime Kaden (2008 - 2012) - 12 volumes
Neko to Watashi no Kinyoubi (2013) - 5 volumes (em andamento)